# Coupe du monde de snowboard 2013-2014
Navigation
Édition précédente Édition suivante
La 20e saison de Coupe du monde de snowboard débute le 18 août 2013 par une épreuve de Slope Style à Cardrona en Nouvelle-Zélande et se terminera le 15 mars 2014 à La Molina en Espagne. Les épreuves masculines et féminines que compte cette saison sont organisées par la Fédération internationale de ski.

## Classements généraux
| Rang | Nom                | Points |
| ---- | ------------------ | ------ |
| 1    | Lukas Mathies      | 3740   |
| 2    | Sylvain Dufour     | 3500   |
| 3    | Zan Kosir          | 2850   |
| 4    | Vic Wild           | 2285   |
| 5    | Nevin Galmarini    | 2020   |
| 6    | Simon Schoch       | 1932   |
| 7    | Andreas Prommegger | 1900   |
| 8    | Rok Marguc         | 1770   |
| 9    | Benjamin Karl      | 1610   |
| 10   | Aaron March        | 1570   |

| Rang | Nom                   | Points |
| ---- | --------------------- | ------ |
| 1    | Patrizia Kummer       | 4800   |
| 2    | Ester Ledecka         | 3700   |
| 3    | Julia Dujmovits       | 2730   |
| 4    | Ekaterina Tudegesheva | 2540   |
| 5    | Tomoka Takeuchi       | 2526   |
| 6    | Marion Kreiner        | 2510   |
| 7    | Caroline Calve        | 2219.4 |
| 8    | Selina Joerg          | 1927.6 |
| 9    | Ekaterina Ilyukhina   | 1830   |
| 10   | Ina Meschik           | 1660   |

| Rang | Nom                | Points |
| ---- | ------------------ | ------ |
| 1    | Sylvain Dufour     | 1740   |
| 2    | Simon Schoch       | 1460   |
| 3    | Lukas Mathies      | 1340   |
| 4    | Zan Kosir          | 1250   |
| 5    | Andreas Prommegger | 1200   |

| Rang | Nom                   | Points |
| ---- | --------------------- | ------ |
| 1    | Patrizia Kummer       | 1400   |
| 2    | Ester Ledecka         | 1250   |
| 3    | Ekaterina Tudegesheva | 1090   |
| 4    | Caroline Calve        | 1019.4 |
| 5    | Marion Kreiner        | 960    |

| Rang | Nom               | Points |
| ---- | ----------------- | ------ |
| 1    | Lukas Mathies     | 2400   |
| 2    | Sylvain Dufour    | 1760   |
| 3    | Zan Kosir         | 1600   |
| 4    | Vic Wild          | 1130   |
| 5    | Anton Unterkofler | 1129.7 |

| Rang | Nom             | Points |
| ---- | --------------- | ------ |
| 1    | Patrizia Kummer | 2400   |
| 2    | Tomoka Takeuchi | 2400   |
| 3    | Ester Ledecka   | 1850   |
| 4    | Julia Dujmovits | 1490   |
| 5    | Marion Kreiner  | 1190   |

| Rang | Nom                  | Points |
| ---- | -------------------- | ------ |
| 1    | Omar Visintin        | 3076   |
| 2    | Paul Berg            | 2150   |
| 3    | Christopher Robanske | 2120   |
| 4    | Jarryd Hughes        | 2090   |
| 5    | Konstantin Schad     | 2074   |
| 6    | Kevin Hill           | 1722   |
| 7    | Anton Lindfors       | 1670   |
| 8    | Lucas Eguibar        | 1541.6 |
| 9    | Nikolay Olyunin      | 1509.2 |
| 10   | Luca Matteotti       | 1506.7 |

| Rang | Nom                 | Points |
| ---- | ------------------- | ------ |
| 1    | Dominique Maltais   | 5400   |
| 2    | Lindsey Jacobellis  | 3760   |
| 3    | Alexandra Jekova    | 2850   |
| 4    | Yuka Fujimori       | 2450   |
| 5    | Eva Samkova         | 2430   |
| 6    | Nelly Moenne-Loccoz | 2100   |
| 7    | Helene Olafsen      | 2010   |
| 8    | Charlotte Bankes    | 1800   |
| 9    | Chloé Trespeuch     | 1492   |
| 10   | Zoe Gillings        | 1400   |

| Rang | Nom             | Points |
| ---- | --------------- | ------ |
| 1    | Mans Hedberg    | 2260   |
| 2    | Petja Piiroinen | 2060   |
| 3    | Scotty James    | 1980   |
| 4    | Maxence Parrot  | 1620   |
| 5    | Johann Baisamy  | 1362   |
| 6    | Ryo Aono        | 1258   |
| 7    | Gregory Bretz   | 1250   |
| 7    | Taku Hiraoka    | 1250   |
| 9    | Taylor Gold     | 1220   |
| 10   | Jan Scherrer    | 1210   |

| Rang | Nom              | Points |
| ---- | ---------------- | ------ |
| 1    | Sarka Pancochova | 2720   |
| 2    | Kelly Clark      | 2000   |
| 3    | Cheryl Maas      | 1800   |
| 4    | Rebecca Sinclair | 1640   |
| 5    | Rana Okada       | 1520   |
| 6    | Li Shuang        | 1380   |
| 7    | Christy Prior    | 1379.1 |
| 8    | Jamie Anderson   | 1360   |
| 9    | Yuki Furihata    | 1330   |
| 10   | Sophie Rodriguez | 1220   |

| Rang | Nom            | Points |
| ---- | -------------- | ------ |
| 1    | Scotty James   | 1400   |
| 2    | Johann Baisamy | 1362   |
| 3    | Ryo Aono       | 1258   |
| 4    | Gregory Bretz  | 1250   |
| 4    | Taku Hiraoka   | 1250   |

| Rang | Nom              | Points |
| ---- | ---------------- | ------ |
| 1    | Kelly Clark      | 2000   |
| 2    | Rebecca Sinclair | 1640   |
| 3    | Rana Okada       | 1520   |
| 4    | Li Shuang        | 1380   |
| 5    | Yuki Furihata    | 1330   |

| Rang | Nom             | Points |
| ---- | --------------- | ------ |
| 1    | Mans Hedberg    | 1460   |
| 2    | Maxence Parrot  | 1120   |
| 3    | Petja Piiroinen | 1060   |
| 4    | Staale Sandbech | 1000   |
| 5    | Niklas Mattsson | 840    |

| Rang | Nom              | Points |
| ---- | ---------------- | ------ |
| 1    | Sarka Pancochova | 2500   |
| 2    | Cheryl Maas      | 1800   |
| 3    | Christy Prior    | 1379.1 |
| 4    | Jamie Anderson   | 1360   |
| 5    | Anna Gasser      | 1119.4 |

| \| Rang \| Nom \| Points \| \| ---- \| --------------- \| ------ \| \| 1 \| Petja Piiroinen \| 1000 \| \| 2 \| Mans Hedberg \| 800 \| \| 3 \| Antoine Truchon \| 600 \| \| 4 \| Maxence Parrot \| 500 \| \| 5 \| Alexey Sobolev \| 450 \| |                 |        |
| Rang | Nom             | Points |
| 1 | Petja Piiroinen | 1000   |
| 2 | Mans Hedberg    | 800    |
| 3 | Antoine Truchon | 600    |
| 4 | Maxence Parrot  | 500    |
| 5 | Alexey Sobolev  | 450    |

## Calendrier et podiums
Épreuves
| - Big air : BA - Half-pipe : HP - Slalom géant parallèle : PGS | - Slalom parallèle : PSL - Snowboardcross : SBX - Slopestyle : SBS |

### Hommes
| Date       | Lieu             | Épreuve         | Vainqueur                            | Second                        | Troisième                            |
| ---------- | ---------------- | --------------- | ------------------------------------ | ----------------------------- | ------------------------------------ |
| 19/08/2013 | Cardrona         | SBS             | Annulé                               | Annulé                        | Annulé                               |
| 24/08/2013 | Cardrona         | HP              | Ayumu Hirano                         | Taku Hiraoka                  | Christian Haller                     |
| 7/12/2013  | Montafon         | SBX             | Markus Schairer                      | Omar Visintin                 | Kevin Hill                           |
| 8/12/2013  | Montafon         | SBX par équipes | Allemagne Konstantin Schad Paul Berg | Canada Kevin Hill Jake Holden | Italie Luca Matteotti Michele Godino |
| 13/12/2013 | Ruka             | HP              | Janne Korpi                          | Johann Baisamy                | Markus Malin                         |
| 13/12/2013 | Carezza          | PGS             | Anton Unterkofler                    | Zan Kosir                     | Lukas Mathies                        |
| 14/12/2013 | Carezza          | PSL             | Sylvain Dufour                       | Alexander Payer               | Lukas Mathies                        |
| 21/12/2013 | Copper Mountain  | HP              | Taylor Gold                          | Gregory Bretz                 | Ben Ferguson                         |
| 22/12/2013 | Copper Mountain  | SBS             | Staale Sandbech                      | Torstein Horgmo               | Shaun White                          |
| 21/12/2013 | Lake Louise      | SBX             | Jarryd Hughes                        | Konstantin Schad              | Alex Deibold                         |
| 10/01/2014 | Bad Gastein      | PSL             | Alexander Bergmann                   | Andreas Prommegger            | Aaron March                          |
| 12/01/2014 | Bad Gastein      | PSL             | Vic Wild                             | Zan Kosir                     | Simon Schoch                         |
| 11/01/2014 | Vallnord-Arcalís | SBX             | Trevor Jacob                         | Stian Sivertzen               | Omar Visintin                        |
| 12/01/2014 | Vallnord-Arcalís | SBX             | Omar Visintin                        | Lucas Eguibar                 | Luca Matteotti                       |
| 17/01/2014 | Stoneham         | BA              | Petja Piiroinen                      | Mans Hedberg                  | Antoine Truchon                      |
| 18/01/2014 | Stoneham         | HP              | Ryo Aono                             | Jan Scherrer                  | Scotty James                         |
| 19/01/2014 | Stoneham         | SBS             | Maxence Parrot                       | Niklas Mattsson               | Torgeir Bergrem                      |
| 18/01/2014 | Rogla            | PGS             | Lukas Mathies                        | Zan Kosir                     | Sylvain Dufour                       |
| 01/02/2014 | Sudelfeld        | PGS             | Sylvain Dufour                       | Lukas Mathies                 | Justin Reiter                        |
| 06/03/2014 | Kreischberg      | SBS             | Mans Hedberg                         | Petja Piiroinen               | Philipp Kundratitz                   |
| 11/03/2014 | Veysonnaz        | SBX             | Fabio Cordi                          | Anton Lindfors                | Christopher Robanske                 |
| 15/03/2014 | La Molina        | SBX             | Paul Berg                            | Nikolay Olyunin               | Regino Hernández                     |

### Femmes
| Date       | Lieu             | Épreuve         | Vainqueur                                   | Second                                                     | Troisième                                  |
| ---------- | ---------------- | --------------- | ------------------------------------------- | ---------------------------------------------------------- | ------------------------------------------ |
| 19/08/2013 | Cardrona         | SBS             | Jamie Anderson                              | Jenny Jones                                                | Cheryl Maas                                |
| 24/08/2013 | Cardrona         | HP              | Kelly Clark                                 | Cai Xuetong                                                | Gretchen Bleiler                           |
| 7/12/2013  | Montafon         | SBX             | Eva Samková                                 | Dominique Maltais                                          | Helene Olafsen                             |
| 8/12/2013  | Montafon         | SBX par équipes | Italie Raffaella Brutto (en) Michela Moioli | États-Unis Lindsey Jacobellis Callan Chythlook-Sifsof (en) | France Chloé Trespeuch Nelly Moenne-Loccoz |
| 13/12/2013 | Ruka             | HP              | Li Shuang                                   | Rebecca Sinclair (en)                                      | Clémence Grimal                            |
| 13/12/2013 | Carezza          | PGS             | Patrizia Kummer                             | Tomoka Takeuchi                                            | Iekaterina Toudeguecheva                   |
| 14/12/2013 | Carezza          | PSL             | Caroline Calvé                              | Iekaterina Toudeguecheva                                   | Selina Jörg                                |
| 21/12/2013 | Copper Mountain  | HP              | Kelly Clark                                 | Arielle Gold                                               | Gretchen Bleiler                           |
| 22/12/2013 | Copper Mountain  | SBS             | Šárka Pančochová                            | Isabel Derungs                                             | Elena Könz                                 |
| 21/12/2013 | Lake Louise      | SBX             | Lindsey Jacobellis                          | Dominique Maltais                                          | Helene Olafsen                             |
| 10/01/2014 | Bad Gastein      | PSL             | Patrizia Kummer                             | Ester Ledecká                                              | Marion Kreiner                             |
| 12/01/2014 | Bad Gastein      | PSL             | Patrizia Kummer                             | Julia Dujmovits                                            | Ester Ledecká                              |
| 11/01/2014 | Vallnord-Arcalís | SBX             | Dominique Maltais                           | Alexandra Jekova                                           | Lindsey Jacobellis                         |
| 12/01/2014 | Vallnord-Arcalís | SBX             | Eva Samková                                 | Dominique Maltais                                          | Lindsey Jacobellis                         |
| 18/01/2014 | Stoneham         | HP              | Rana Okada                                  | Yuki Furihata (pl)                                         | Hikaru Ōe (en)                             |
| 19/01/2014 | Stoneham         | SBS             | Christy Prior                               | Cheryl Maas                                                | Anna Gasser                                |
| 18/01/2014 | Rogla            | PGS             | Ester Ledecká                               | Tomoka Takeuchi                                            | Julia Dujmovits                            |
| 01/02/2014 | Sudelfeld        | PGS             | Patrizia Kummer                             | Tomoka Takeuchi                                            | Julia Dujmovits                            |
| 06/03/2014 | Kreischberg      | SBS             | Šárka Pančochová                            | Henna Ikola (pl)                                           | Klaudia Medlová                            |
| 11/03/2014 | Veysonnaz        | SBX             | Dominique Maltais                           | Nelly Moenne-Loccoz                                        | Alexandra Jekova                           |
| 15/03/2014 | La Molina        | SBX             | Dominique Maltais                           | Lindsey Jacobellis                                         | Raffaella Brutto (en)                      |